# Guntur (distrikt)
Guntur (telugu: గుంటూరు జిల్లా, urdu: نٹور ضلع) er et distrikt i den indiske delstat Andhra Pradesh. Distriktets hovedstad er Guntur. 

## Demografi
Ved folketællingen i 2011 var der 4.889.230 indbyggere i distriktet, mod 4,465,144 i 2001. Den urbane befolkningen udgør 33,89 % af befolkningen.
Børn i alderen 0 til 6 år udgjorde 9,54 % i 2011 mod 12,06 % i 2001. Antallet af piger i den alder per tusinde drenge er 948 i 2011 mod 959 i 2001. 

## Inddelinger

### Mandaler
I Andhra Pradesh er mandal det tredje administrative niveau, under staten og distrikterne. Guntur distrikt har 57 mandaler. 
1. Achampeta
2. Amaravathi
3. Amruthaluru
4. Bapatla
5. Bellamkonda
6. Bhattiprolu
7. Bollapalle
8. Chebrole
9. Cherukupalle
10. Chilakaluripet
11. Dachepalli
12. Duggirala
13. Durgi
14. Edlapadu
15. Guntur
16. Gurazala
17. Ipuru
18. Kakumanu
19. Karempudi
20. Karlapalem
21. Kollipara
22. Kolluru
23. Krosuru
24. Machavaram
25. Macherla
26. Mangalagiri
27. Medikonduru
28. Muppalla
29. Nadendla
30. Nagaram
31. Nekarikallu
32. Narasaraopet
33. Nizampatnam
34. Nuzendla
35. Pedakakani
36. Pedakurapadu
37. pedanandipadu
38. Phirangipuram
39. Piduguralla
40. Pittalavanipalem
41. Ponnur
42. Prathipadu
43. Rajupalem
44. Rentachintala
45. Repalle
46. Rompicherla
47. Sattenapalli
48. Savalyapuram
49. Tadikonda
50. Tenali
51. Tadepalli
52. Tulluru
53. Tsunduru
54. Vatticherukuru
55. Veldurthy
56. Vemuru
57. Vinukonda